# Hermann Carl Vogel
Hermann Carl Vogel (Lipsia, 3 aprile 1841 – Potsdam, 13 agosto 1907) è stato un astronomo tedesco.
Fu uno dei pionieri nell'uso dello spettroscopio in astronomia e utilizzò questo strumento per analizzare le atmosfere planetarie del sistema solare. Fu il primo a determinare il periodo di rotazione del Sole tramite l'osservazione dello spostamento Doppler. 
Nel 1882 divenne il direttore dell'Osservatorio di Potsdam. Vogel è noto soprattutto per una scoperta fatta nello stesso osservatorio nel 1890. Si accorse infatti che negli spettri di alcune stelle le righe di assorbimento si spostavano nel tempo, oscillando attorno a un asse fisso. Vogel comprese che lo spostamento era dovuto all'effetto Doppler e che quindi la stella si allontanava e si avvicinava periodicamente alla Terra. Questo tipo di stelle, che sembrano orbitare attorno a un centro di massa invisibile, sono identificabili come stelle doppie, appartenenti alla classe delle binarie spettroscopiche.  
Trovando lo spostamento Doppler periodico anche nello spettro della stella Algol, provò che essa è una stella doppia. Oggi si sa che Algol non solo è una doppia spettroscopica, ma è anche una binaria a eclisse. 
Dopo la sua morte, a Vogel sono stati dedicati due crateri, uno sulla Luna e uno su Marte.

## Riconoscimenti
- Medaglia d'Oro della Royal Astronomical Society nel 1893
- Medaglia Henry Draper nel 1893
- Medaglia Bruce nel 1906